# Leucochloron
Leucochloron é um género de legume da família Fabaceae.
Este género contém as seguintes espécies:
- Leucochloron bolivianum C.E. Hughes & M. Atahuachi
- Leucochloron foederale
- Leucochloron incuriale[2](www.cnpf.embrapa.br/publica/circtec/edicoes/circ-tec159.pdf)
- Leucochloron limae Barneby & J.W.Grimes
- Leucochloron minarum